# چشمه‌خانی (گیلانغرب)
چشمه‌خانی (گیلانغرب)، روستایی از توابع بخش گوار شهرستان گیلانغرب در استان کرمانشاه ایران است.

## جمعیت
این روستا در دهستان گوآور قرار دارد و براساس سرشماری مرکز آمار ایران در سال ۱۳۸۵، جمعیت آن ۱۲۲ نفر (۲۸خانوار) بوده‌است.